# Gyraulus cockburni
Gyraulus cockburni é uma espécie de gastrópode  da família Planorbidae.
É endémica do Iémen.